# Olive Oatman
Olive Ann Oatman, da sposata Olive Ann Fairchild (La Harpe, 7 settembre 1837 – Sherman, 20 marzo 1903), è stata un'esploratrice statunitense.

## Biografia
Olive nacque come terza di sette figli da Royce Boise Oatman (1809-1851) e Mary Ann Sperry Oatman (1813-1851) a La Harpe, contea di Hancock, Illinois. Nel 1839, i suoi genitori lasciarono la chiesa metodista e si unirono alla Chiesa di Gesù Cristo dei santi degli ultimi giorni (detti Mormoni) sotto la guida di Joseph Smith. Dopo che Smith fu ucciso nel giugno 1844, gli Oatman scelsero di affiliarsi al gruppo scissionista mormone chiamato Brewsterites (fondato nel 1848 da James Colin Brewster) invece di rimanere con il corpo principale dei mormoni sotto la guida di Brigham Young.
Il 5 agosto 1850, i Brewsteriti (compresi gli Oatman) lasciarono il loro accampamento vicino a Independence, Missouri, formando una carovana di 93 persone e 24 carri diretta alla confluenza del fiume Colorado e del fiume Gila nell'odierna Yuma, in Arizona. Lì, affermò Brewster, era il "luogo di ritrovo previsto" per i seguaci della Chiesa di Cristo. Il dissenso portò il gruppo a dividersi vicino a Santa Fe nel territorio del New Mexico, con Brewster che seguiva la rotta settentrionale. Royce Oatman e molte altre famiglie scelsero la strada meridionale via Socorro e Tucson. Vicino a Socorro, Royce Oatman assunse il comando del gruppo. Raggiunsero il territorio del Nuovo Messico all'inizio del 1851 solo per scoprire che il paese e il clima erano del tutto inadatti al loro scopo. Gli altri carri abbandonarono gradualmente l'obiettivo di raggiungere il fiume Colorado.
Quando il gruppo raggiunse Maricopa Wells (20 miglia a sud dell'odierna Phoenix, in Arizona), fu detto loro che il Gila Trail (rotta di emigrazione meridionale) a ovest era sterile, pericolosa e frequentata da nativi americani ostili. Furono avvisati che avrebbero rischiato la vita se avessero proceduto oltre. Mentre le altre famiglie decisero di restare a Maricopa Wells, gli Oatman scelsero di continuare il loro viaggio verso ovest.
Nel 1851, quando era quattordicenne, Olive Oatman e la sua famiglia partirono dall’Illinois alla volta della California, ma lungo il tragitto la famiglia si smarrì, giungendo nei territori dell'odierna Arizona, dove vennero assaliti e annientati dagli indiani Yavapai.
Le uniche superstiti, in base alle usanze della tribù, che prevedevano di risparmiare le ragazze, furono lei e sua sorella Mary Ann di soli sette anni. Le due sorelle furono imprigionate e schiavizzate dagli Yavapai, per poi essere cedute a una tribù Mohave.
Presso tale tribù vennero tatuate con la polvere di pietre blu. Mary Ann morì di fame, durante una grave siccità che decimò i nativi, mentre Olive continuò a vivere con il popolo Mohave.

### Il massacro di Oatman
La famiglia Oatman, che viaggiava da sola, venne quasi annientata in quello che divenne noto come il "massacro di Oatman" sulle rive del fiume Gila, 84 miglia a est dell'odierna Yuma, in Arizona. I sette bambini Oatman avevano un'età compresa tra uno e diciassette anni, la maggiore era Lucy Oatman. Mary Ann era incinta di 8 mesi del loro ottavo figlio. Durante il quarto giorno di viaggio da Maricopa Wells, furono avvicinati da un gruppo di diciannove nativi americani che chiedevano tabacco e cibo. A causa della mancanza di rifornimenti, Royce Oatman era riluttante a condividere troppo con il piccolo gruppo di Yavapais, che si arrabbiarono per la sua avarizia e attaccarono la famiglia, bastonandola a morte. Sopravvissero solo tre dei bambini: Lorenzo, 15 anni, che fu dato per morto, Olive, 14 anni, e Mary Ann 7 anni. Le due bambine furono prese come schiave.
Al risveglio, Lorenzo vide i genitori e fratelli morti, ma non trovò traccia della piccola Mary Ann e di Olive. In cerca di aiuto e ferito, raggiunse un insediamento, dove fu curato. Si ricongiunse quindi con il treno degli emigranti e tre giorni dopo ritornò ai corpi della sua famiglia uccisa. In un resoconto dettagliato, ristampato sui giornali nel corso dei decenni, disse: "Abbiamo seppellito i corpi di padre, madre e bambini in una fossa comune". Non c'era modo di scavare tombe adeguate nel terreno roccioso vulcanico, quindi radunarono i corpi e formarono un tumulo sopra di essi. Sembra che i resti siano stati disseppelliti più volte e infine spostati nel fiume, per essere nuovamente sepolti dal primo colonizzatore dell'Arizona, Charles Poston.
Lorenzo Oatman era determinato a non abbandonare la ricerca delle sorelle disperse.

### Cattività e conversione
Dopo l'attacco, i nativi americani si impossessarono di alcuni degli averi della famiglia Oatman, insieme a Olive e Mary Ann. Sebbene Olive in seguito abbia identificato i suoi rapitori come membri della tribù Tonto Apache, probabilmente appartenevano alla tribù Tolkepaya (Yavapais occidentale) che viveva in un villaggio otto miglia (13 km) a sud-ovest di Aguila, Arizona, sulle montagne Harquahala. Arrivate al villaggio, le ragazze vennero inizialmente trattate in modo minaccioso, tanto che Olive in seguito disse che pensava che sarebbero state uccise. Vennero invece sfruttate come schiave per procurare cibo, trasportare acqua e legna da ardere e per altri compiti umili.
Durante la prigionia presso gli Yavapai, un gruppo di nativi appartenenti alla tribù Mohave arrivò al villaggio per commerciare. Tra loro era presente Topeka, la figlia del capo dei Mohave, che notò le ragazze e il trattamento a cui erano sottoposte. Offrì un baratto per riscattarle, che inizialmente gli Yavapai rifiutarono. Topeka continuò a insistere, finché riuscì a scambiarle con due cavalli, verdure, coperte e perline. Dopo essere state prese in custodia dai Mohave, le ragazze camminarono per giorni fino a un villaggio lungo il fiume Colorado (al centro di quella che oggi è Needles, California). Furono immediatamente accolte dalla famiglia del capo tribù (kohot) il cui nome non Mohave era Espaniole. La tribù Mohave era più prospera di quella Yavapai, e sia la moglie di Espaniole, Aespaneo, che la figlia, Topeka, si interessarono al benessere delle ragazze Oatman. Aespaneo fece in modo che alle ragazze Oatman venissero assegnati appezzamenti di terreno da coltivare.
Olive Oatman scrisse nei suoi appunti del 1860 che la sorella minore spesso desiderava raggiungere quel "mondo" migliore dove i loro "padre e madre" se n'erano andati. Mary Ann morì di stenti intorno al 1855-56, durante la convivenza con i Mohave, a causa dell'ondata di siccità che investì la regione, provocando una grave carenza di cibo; aveva dieci o undici anni. La stessa Olive sarebbe morta se Aespaneo, matriarca della tribù, non le avesse salvato la vita, preparando una pappa per sostenerla.
Olive in seguito parlò con affetto dei Mohave, che secondo lei la trattavano meglio dei suoi primi rapitori. Molto probabilmente si considerava integrata. Le fu dato il nome del clan, Oach, e un soprannome, Spantsa, una parola Mohave che richiama la lussuria o una sete inestinguibile.
Poiché non sapeva che il fratello Lorenzo era sopravvissuto al massacro, Olive credeva di non avere parenti stretti e i Mohave la trattavano come una di loro. Tuttavia, nel racconto della sua esperienza, affermò che lei e Mary Ann erano prigioniere dei Mohave e che aveva paura ad andarsene; questa affermazione potrebbe però essere stata modificata dal reverendo Royal Byron Stratton, che sponsorizzò la pubblicazione del racconto di Olive poco dopo il suo ritorno alla società bianca.
Un membro dei Mohave, Llewelyn Barrackman, raccontò in un'intervista che il soprannome Mohave dato a Olive era segno di adozione da parte della tribù. A supporto delle affermazioni di Barrackman, Olive non tentò di avvicinare il gruppo di periti ferroviari bianchi che trascorsero quasi una settimana nella valle di Mohave, commerciando e socializzando con la tribù nel febbraio 1854, e anni dopo incontrò a New York un capo Mohave, Irataba, e rievocò con lui i tempi della sua convivenza con la tribù.
L'antropologo Alfred L. Kroeber scrisse in un articolo sulla prigionia di Olive: "I Mohave le dicevano sempre che poteva andare negli insediamenti bianchi quando voleva, ma non osavano andare con lei, temendo di essere puniti per aver tenuto una donna bianca così a lungo tra loro, né osavano far sapere che lei era tra loro".
Un altro dettaglio che suggerisce che Olive e Mary Ann non fossero prigioniere dei Mohave è che entrambe le ragazze vennero tatuate sul mento e sulle braccia, in linea con l'usanza tribale. Olive in seguito affermò (nel libro di Stratton e nelle sue conferenze) di essere stata tatuata per contrassegnarla come schiava, ma questo non è coerente con la tradizione Mohave, che prevedeva tali tatuaggi esclusivamente per i membri della tribù, per essere riconosciuti dagli antenati Mohave una volta entrati nella terra dei morti; per gli schiavi invece tale rito non era previsto. È stato anche suggerito che la precisione dei segni sul viso di Olive indicasse che lei stessa fosse consenziente alla procedura.

### Il ritorno
Quando Olive aveva 19 anni, Francisco, un messaggero indiano Yuma, arrivò al villaggio con un messaggio delle autorità di Fort Yuma. Voci suggerivano che una ragazza bianca vivesse con i Mohave e il comandante della postazione ne chiese il ritorno o il motivo per cui avesse scelto di non tornare. I Mohave inizialmente trattennero Olive e resistettero alla richiesta, negando addirittura che Olive fosse bianca. Alcuni di loro espressero il loro affetto per Olive, altri il timore di ritorsioni da parte dei bianchi. Il messaggero Francisco, che nel frattempo si era ritirato nei villaggi Mohave vicini, fece un secondo fervente tentativo, includendo nella trattativa oggetti commerciali, comprese coperte e un cavallo bianco, e la minaccia di distruzione del villaggio da parte dei bianchi se i Mohave non avessero rilasciato Olive.
Dopo qualche discussione, in cui anche Olive venne coinvolta, i Mohave decisero di accettare lo scambio e la ragazza, accompagnata da Topeka, fu scortata a Fort Yuma in un viaggio di venti giorni. Prima di entrare al forte Olive, che vestiva alla maniera Mohave, con la tradizionale gonna e il petto scoperto, ricevette abiti occidentali prestati dalla moglie di un ufficiale dell'esercito. Olive fu accolta da persone festanti.
L'amica d'infanzia Susan Thompson, con cui riallacciò i rapporti, dichiarò molti anni dopo che Olive sembrava "in lutto" a causa del suo ritorno forzato, perché pare che durante la convivenza con i nativi americani si fosse sposata con un Mohave e avesse dato alla luce due maschi. Olive negò sia le voci sul matrimonio che quelle di abusi sessuali subiti dagli Yavapai o dai Mohave. Nel libro di Stratton, dichiarò che "a onore di questi selvaggi, sia detto, non mi hanno mai offerto il minimo insulto impudico". Tuttavia, il suo soprannome, Spantsa, potrebbe significare "grembo marcio" a sottolineare che fosse sessualmente attiva, anche se gli storici sostengono che il nome potrebbe avere significati diversi.
Nel giro di pochi giorni dal suo ritorno, Olive scoprì che il fratello Lorenzo era vivo. Il loro incontro fece scalpore in tutto l’Occidente.
Vita successiva
Nel 1857 un pastore di nome Royal Byron Stratton si mise in contatto con Olive e Lorenzo Oatman. Fu coautore di un libro sul massacro di Oatman e sulla prigionia delle ragazze intitolato Life Among the Indians: or, The Captivity of the Oatman Girls Among the Apache & Mohave Indians. All'epoca fu un bestseller che vendette 30.000 copie. Stratton utilizzò i diritti d'autore del libro per pagare gli studi a Olive e a suo fratello Lorenzo all'Università del Pacifico (1857). Olive e Lorenzo accompagnarono Stratton attraverso il Paese in un tour di promozione del libro, tenendo conferenze nei circuiti editoriali. Olive costituiva una curiosità: il suo mento audacemente tatuato di blu era in bella vista e la gente veniva per vederlo di persona e ascoltare la storia di Olive. Fu la prima donna bianca americana tatuata di cui si abbia notizia, nonché una delle prime oratrici in pubblico. Olive entrò nel circuito delle conferenze mentre il femminismo si stava sviluppando. Sebbene non abbia mai affermato di far parte del movimento, la sua storia è entrata nella coscienza americana poco dopo la Convenzione di Seneca Falls.
Olive Oatman viveva a San Jose, come Mary Brown, madre di Sallie Fox e sopravvissuta al Rose-Baley Party. Mary Brown rifiutò un incontro.
Olive sposò John Brant Fairchild (1830-1907) il 9 novembre 1865 a Rochester, New York. Si erano incontrati a una conferenza che lei stava tenendo insieme a Stratton nel Michigan. Fairchild era un ricco allevatore che aveva perso suo fratello a causa di un attacco dei nativi americani durante una spedizione di bestiame in Arizona nel 1854, nello stesso periodo in cui Oatman viveva tra i Mohave. Stratton non ricevette l'invito al matrimonio e Olive perse i contatti con lui. Stratton venne ricoverato in seguito al progredire di una malattia mentale ereditaria e morì nel 1875.
Olive e John Fairchild si trasferirono a Sherman, in Texas, una città in forte espansione, dove Fairchild fondò la City Bank of Sherman. Vissero tranquillamente in una grande villa vittoriana. Olive iniziò a indossare un velo per coprire il suo famoso tatuaggio e fu coinvolta in opere di beneficenza, soprattutto verso l'orfanotrofio locale. Lei e Fairchild non ebbero figli propri, ma adottarono una bambina che chiamarono Mary Elizabeth, come le loro madri, soprannominandola Mamie. Fairchild rintracciò le copie del libro di Stratton per bruciarle.
Lorenzo Oatman morì l'8 ottobre 1901. Meno di due anni dopo, Olive Oatman Fairchild morì di infarto, il 20 marzo 1903, all'età di 65 anni.  È sepolta nel cimitero di West Hill a Sherman, in Texas.